# فرودگاه موموت
فرودگاه موموت (به انگلیسی: Momote Airport) یک فرودگاه همگانی با کد یاتا MAS است که یک باند فرود آسفالت دارد و طول باند آن ۱۸۷۰ متر است. این فرودگاه در کشور پاپوآ گینه نو قرار دارد و در ارتفاع ۴ متری از سطح دریا واقع شده‌است.

## شرکت‌های هواپیمایی و مقصدهای پروازی
| شرکت‌های هواپیمایی | مقصدهای پروازی                    |
| ----------------- | --------------------------------- |
| ایر نیوگینی       | کاوینگ، لای نادزاب، جکسنز، مادانگ |